# Kodeks 091
Kodeks 091 (Gregory-Aland no. 091), ε 30 (von Soden) – grecki kodeks uncjalny Nowego Testamentu na pergaminie, paleograficznie datowany na VI wiek. Rękopis przechowywany jest w Rosyjskiej Bibliotece Narodowej (Gr. 279) w Petersburgu.

## Opis
Do dziś zachowały się jedynie fragmenty 1 karty kodeksu (32 na 28 cm) z tekstem Ewangelii Mateusza (1,13-14.22-24). Tekst pisany jest dwoma kolumnami na stronę, 23 linijek w kolumnie. Stosuje dierezę nad literą jota.
Grecki tekst kodeksu jest zgodny z aleksandryjską tradycją tekstualną. Kurt Aland zaklasyfikował go do kategorii II.
W Jana 6,23 brakuje frazy ευχαριστησαντος του κυριου (Pan odmówił dziękczynienie), podobnie jak w kodeksach Kodeks Bezy (kolumna grecka i łacińska), a, e, syrc, syrs, arm, geo1 i Diatessaron.
Rękopis przywieziony został do Petersburga z Egiptu. Gregory w 1908 roku dał mu siglum 091. Kodeks badali U. B. Schmid, D. C. Parker, W. J. Elliott. INTF datuje go na VI wiek.